# 2. Deutsche Volleyball-Bundesliga 1989/90 (Frauen)
Die Saison 1989/90 der 2. Volleyball-Bundesliga der Frauen war die vierzehnte Ausgabe dieses Wettbewerbs.

## 2. Bundesliga Nord
Meister und Aufsteiger in die 1. Bundesliga wurde die VG Alstertal-Harksheide. In die Regionalliga absteigen mussten SW Elmschenhagen und Post SV Berlin, der VfL Hannover zog sich zurück.

### Mannschaften
In dieser Saison spielten folgende zehn Mannschaften in der 2. Bundesliga Nord der Frauen:
- 1. VC Schwerte II
- TvdB Bremen
- SW Elmschenhagen
- BW Dingden
- Hamburger SV II
- VfL Hannover
- VG Alstertal-Harksheide
- TSV Rudow Berlin II
- Post SV Berlin
- TSV Bayer 04 Leverkusen

Absteiger aus der 1. Bundesliga gab es keine. Aus der Regionalliga stiegen der TSV Rudow Berlin II, der Hamburger SV II und der Post SV Berlin (Nord) sowie Blau-Weiß Dingden (West) auf. Die Mannschaft des Post SV Köln wechselte zu Bayer Leverkusen.

### Tabelle
|                         | Verein               | Spiele | Punkte | Sätze |
| ----------------------- | -------------------- | ------ | ------ | ----- |
| 1.                      | Alstertal-Harksheide | 18     |        |       |
| 2.                      | Schwerte II          | 18     |        |       |
| 3.                      | Bremen               | 18     |        |       |
| 4.                      | Dingden (N)          | 18     |        |       |
| 5.                      | Leverkusen           | 18     |        |       |
| 6.                      | Hannover             | 18     |        |       |
| 7.                      | Hamburg II (N)       | 18     |        |       |
| 8.                      | Rudow Berlin II (N)  | 18     |        |       |
| 9.                      | Elmschenhagen        | 18     |        |       |
| 10.                     | Post Berlin (N)      | 18     |        |       |
| Stand: Abschlusstabelle |                      |        |        |       |

|     | Aufsteiger in die Bundesliga               |
|     | Absteiger in die Regionalliga bzw. Rückzug |
| (N) | Aufsteiger aus der Regionalliga            |

## 2. Bundesliga Süd
Meister und Aufsteiger in die 1. Bundesliga wurde die TSG Tübingen. In die Regionalliga absteigen mussten TuS Ahrweiler und TSV Trebur.

### Mannschaften
In dieser Saison spielten folgende zehn Mannschaften in der 2. Bundesliga Süd der Frauen:
- TuS Ahrweiler
- TV Creglingen
- Orplid Darmstadt
- Bayern Lohhof II
- TG 1862 Rüsselsheim
- TSV Schmiden
- TuS Stuttgart
- TSV Trebur
- TSG Tübingen
- 1. VC Wiesbaden

Absteiger aus der 1. Bundesliga war der TSV Schmiden. Aufsteiger aus der Regionalliga waren der TSV Trebur (Südwest) und der TV Creglingen (Süd).

### Tabelle
|                         | Verein         | Spiele | Punkte | Sätze |
| ----------------------- | -------------- | ------ | ------ | ----- |
| 1.                      | Tübingen       | 18     |        |       |
| 2.                      | Darmstadt      | 18     |        |       |
| 3.                      | Rüsselsheim    | 18     |        |       |
| 4.                      | Wiesbaden      | 18     |        |       |
| 5.                      | Creglingen (N) | 18     |        |       |
| 6.                      | Lohhof II      | 18     |        |       |
| 7.                      | Schmiden (A)   | 18     |        |       |
| 8.                      | Stuttgart      | 18     |        |       |
| 9.                      | Trebur (N)     | 18     |        |       |
| 10.                     | Ahrweiler      | 18     |        |       |
| Stand: Abschlusstabelle |                |        |        |       |

|     | Aufsteiger in die Bundesliga    |
|     | Absteiger in die Regionalliga   |
| (A) | Absteiger aus der 1. Bundesliga |
| (N) | Aufsteiger aus der Regionalliga |